# John Witt
John Witt (* 12. November 1961 in New York) ist ein ehemaliger US-amerikanischer Freestyle-Skier. Er startete in allen Disziplinen und hatte seine Stärken in der Kombination. In dieser Disziplin gewann er bei den ersten Weltmeisterschaften 1986 die Silbermedaille. Im Weltcup gelangen ihm fünf Siege.

## Biografie
John Witt wuchs mit zwei jüngeren Brüdern in Saratoga Springs, New York, auf. Vater Stuart K. Witt (1940–2019) arbeitete zunächst in Albany als Budget-Analyst für die Staatsregierung und lehrte später als Professor am Skidmore College. In der neunten Klasse erhielt John Heimunterricht und trampte nachmittags in die nahegelegene Willard Ski Area.
Am 13. Januar 1984 gab Witt in Stoneham sein Debüt im Freestyle-Skiing-Weltcup. Auf der Buckelpiste gehörte er auf Anhieb der Weltspitze an und gewann nur eine Woche später in Breckenridge sein erstes Rennen. Danach gelangen ihm Topresultate vor allem in der Kombination. Seinen ersten Podestplatz in dieser Disziplin erreichte er im März 1985 als Zweiter am Oberjoch. Drei Wochen nach seinem ersten Weltcup-Kombinationssieg gewann er bei den ersten Weltmeisterschaften in Tignes die Silbermedaille hinter Alain Laroche. In der Saison 1986/87 musste er sich im Gesamtweltcup nur Éric Laboureix geschlagen geben und belegte auch in der Kombinations-Disziplinenwertung dank zweier Siege hinter dem Franzosen Platz zwei. Im folgenden Winter gelang ihm ein weiterer Weltcupsieg, im Rahmen der Olympischen Winterspiele von Calgary, wo Freestyle-Skiing erstmals mit Demonstrationswettbewerben vertreten war, kam er nicht zum Einsatz. Wenige Wochen später beendete er seine sportliche Laufbahn.
Nach dem Karriereende widmete sich John Witt dem Entwurf und Bau von Häusern zwischen Saratoga Springs und Albany. Seine Tochter Aspen (* 1993), die als Jugendliche im Freestyle-Nor-Am Cup aktiv war, arbeitet für das Unternehmen ihres Vaters.

## Erfolge

### Weltmeisterschaften
- Tignes 1986: 2. Kombination, 10. Moguls, 11. Ballett, 22. Aerials

### Weltcupwertungen
| Saison  | Gesamt | Gesamt | Aerials | Aerials | Moguls | Moguls | Ballett | Ballett | Kombination | Kombination |
| Saison  | Platz  | Punkte | Platz   | Punkte  | Platz  | Punkte | Platz   | Punkte  | Platz       | Punkte      |
| ------- | ------ | ------ | ------- | ------- | ------ | ------ | ------- | ------- | ----------- | ----------- |
| 1984    | 11.    | 27     | 29.     | 19      | 20.    | 54     | 17.     | 57      | 10.         | 30          |
| 1984/85 | 5.     | 50     | 16.     | 60      | 11.    | 118    | 16.     | 83      | 6.          | 69          |
| 1985/86 | 3.     | 51     | 18.     | 51      | 7.     | 81     | 21.     | 44      | 3.          | 55          |
| 1986/87 | 2.     | 53     | 30.     | 22      | 7.     | 117    | 10.     | 107     | 2.          | 86          |
| 1987/88 | 4.     | 49     | 24.     | 52      | 19.    | 83     | 13.     | 108     | 2.          | 99          |

### Weltcupsiege
Witt errang im Weltcup 21 Podestplätze, davon 5 Siege:
| Datum           | Ort          | Land     | Disziplin   |
| --------------- | ------------ | -------- | ----------- |
| 20. Januar 1984 | Breckenridge | USA      | Moguls      |
| 12. Januar 1986 | Mont Gabriel | Kanada   | Kombination |
| 11. Januar 1987 | Mont Gabriel | Kanada   | Kombination |
| 1. März 1987    | Voss         | Norwegen | Kombination |
| 24. Januar 1988 | Breckenridge | USA      | Kombination |